# Jorge Enrique Serpa Pérez
Jorge Enrique Serpa Pérez (* 16. März 1942 in Santa Clara) ist ein kubanischer Geistlicher und emeritierter römisch-katholischer Bischof von Pinar del Río.

## Leben
Jorge Enrique Serpa Pérez empfing am 14. Juli 1968 die Priesterweihe.
Papst Benedikt XVI. ernannte ihn am 13. Dezember 2006 zum Bischof von Pinar del Río. Die Bischofsweihe spendete ihm der Erzbischof von San Cristóbal de la Habana, Jaime Lucas Kardinal Ortega y Alamino, am 13. Januar des nächsten Jahres; Mitkonsekratoren waren Pedro Kardinal Rubiano Sáenz, Erzbischof von Bogotá, und José Siro González Bacallao, Altbischof von Pinar del Río.
Papst Franziskus nahm am 5. Juni 2019 seinen altersbedingten Rücktritt an.